# Ringo ne devait pas mourir
Pour plus de détails, voir Fiche technique et Distribution.
Ringo ne devait pas mourir (I lunghi giorni dell'odio) est un western spaghetti italien sorti en 1968, réalisé par Gianfranco Baldanello.

## Synopsis
Martin Benson, vétéran de la guerre de sécession, autrefois hors-la-loi, sert d'agent secret à l'armée américaine, pour gagner un peu d'argent. Il s'infiltre dans un réseau de distribution d'armes et d'eau-de-vie aux Indiens, et cela permet l'arrestation de trois membres du gang, sans pour autant parvenir à identifier le chef. Malgré la récompense et quelques avantages, il ne veut de cette double vie. Son contrôleur est un capitaine qui désire au contraire continuer pour identifier le chef, ce qui lui vaudrait une promotion. Il a cependant un autre agent, Tony Guy, mais il préfère Benson.
Benson est pris à partie par le gang, à l'extérieur du fort, mais il s'en sort en infligeant d'autres pertes à ses agresseurs. Ceux-ci décident de se venger et de massacrer sa famille. Pendant une visite en ville de Susy, sa sœur, et de deux jeunes frères, chez Vic Graham, amoureux de Susy, le gang massacre la mère et le père de Benson, ainsi qu'un employé. Ils violent aussi Jenny, la jeune sœur, qui en reste muette. Daniel, le plus âgé des frères, remarque un inconnu blessé qu'il recueille dans une cave pour le soigner afin de lui soutirer des informations sur les agresseurs.
Martin Benson revient à la maison. Avec Daniel, ils mènent leur vengeance et parviennent à identifier le chef du réseau.

## Fiche technique
- Titre français : Ringo ne devait pas mourir
- Titre original italien : I lunghi giorni dell'odio
- Réalisateur : Gianfranco Baldanello
- Production : Alberto Marucchi, Gino Rossi, et Rossano Moscovini (assistant)
- Scénario : Gianfranco Baldanello, Luigi Emmanuele et Gino Mangini
- Musique : Amedeo Tommasi
- Photographie : Claudio Cirillo
- Montage : Alberto Gallitti
- Distribution : Variety Distribution
- Date de sortie : 5 avril 1968
- Durée : 90 minutes
- Pays :  Italie

## Distribution
- Guy Madison : Martin Benson
- Lucienne Bridou : Susy Benson
- Rik Battaglia : Vic Graham
- Alberto Dell'Acqua : Daniel Benson
- Peter Martell : Tony Guy

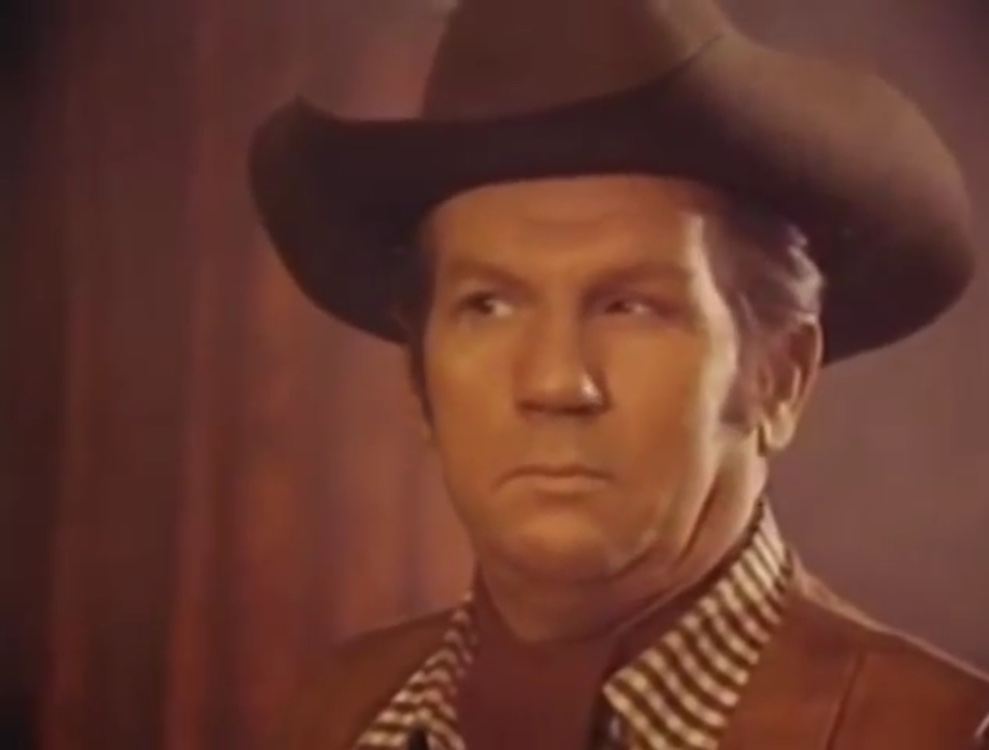
John Barta en shérif dans Ringo ne devait pas mourir

- Rosalba Neri : Melina (femme de Martin)
- Anna Liotti : Jenny Benson
- Steve Merrick : Artie Benson
- Gioia Desideri : Lillian
- Silvana Jachino : Mrs. Benson
- Daniele Riccardi : Mr. Benson
- Attilio Dottesio : Docteur Parker
- John Bartha : Shérif
- Gaetano Scala : Starnish
- Franco Gulà : John
- Franco Pesce (en) : Barnaby
- Jlse Scholzel : épouse de Barnaby
- Giovanni Ivan Scratuglia : Bruce
- Giovanni Querrel : responsable du fret
- Fortunato Arena : Jack

## Bande-son
C'est le premier film dont Amedeo Tommasi compose la musique et son seul western spaghetti. Le chanteur de l'un des thèmes musicaux est inconnu ; trois thèmes musicaux sont répétés au long du film avec guitare et piano. Comme souvent dans les westerns spaghetti, un morceau de la bande son est tiré de la musique d'Ennio Morricone pour Pour une poignée de dollars.